# Julian von Speyer
Julian von Speyer, lat. Julianus Teutonicus oder auch Alemannus, frz. Julien de Spire, (* in Speyer in der Pfalz; † um 1250 in Paris in Frankreich) war ein mittelalterlicher Chormeister, Komponist und Dichter aus dem Orden der Franziskaner. In der katholischen Kirche wird er als Heiliger verehrt.

## Leben
Über Julians Leben ist insgesamt wenig, über seine frühen Jahre außer seinem Geburtsort nichts bekannt.
Julian studierte an der Universität von Paris und wurde Kapellmeister am Hof der französischen Könige Philipp II. und Ludwig VIII.
Um 1225 trat Julian in den erst seit kurzem bestehenden Franziskanerorden (damals auch als Minoriten bezeichnet) ein und lebte in deren Konvent in Paris. 1227 begleitete er seinen Ordensbruder Simon Angelicus nach Deutschland, da dieser dort zum Provinzial ernannt worden war. Es gilt als wahrscheinlich, dass Julian auch 1230 bei der Grablegung des Franz von Assisi in der Basilika San Francesco anwesend war.
Im Konvent in Paris wurde Julian Chormeister und corrector mensae. Hier verfasste er mehrere geistliche Werke, die zu den bedeutendsten seiner Zeit zählen und später zu seiner Heiligsprechung führten.
Vermutlich zwischen 1232 und 1235 entstand eine Vita des Franz von Assisi (Legenda S. Francisci), eine  Darstellung des Lebens des heiligen Ordensgründers. Zwischen 1235 und 1240 entstand eine Vita des Antonius von Padua (Vita ab auctore anonymo), deren Urheberschaft nicht eindeutig ist, aber mit großer Wahrscheinlichkeit Julian zugeordnet wird.
Des Weiteren schuf er zwei Reimoffizien; dabei handelt es sich um Gesänge für das Stundengebet mit strengem Formgesetz und zum Teil gereimten Versen: Zwischen 1229 und 1235 entstand das Officium S. Francisci; Julian lehnte sich dafür an das Werk des Thomas von Celano an und verwendete einige Hymnen des Papstes Gregor IX. sowie der Kardinäle Rainer von Viterbo und Thomas von Capua. Das zweite Reimoffizium Officium S. Antonii verfasste er zwischen 1241 und 1246. Die Kunst der Reimoffizien fand mit Julian ihren Höhepunkt.
Um 1250 starb Julian in Paris (lange Zeit wurde fälschlich 1285 als Todesdatum angenommen). Sein Gedenktag ist der 9. Februar.

## Werke
- Officium S. Francisci (Reimoffizium, zwischen 1229 und 1235)
- Legenda S. Francisci (Vita S. Francisci, zwischen 1232 und 1235, Leben des Heiligen Franziskus ISBN 3-87163-172-8)
- Vita ab auctore anonymo (Vita S. Antonii, zwischen 1235 und 1240)
- Officium S. Antonii (Reimoffizium, zwischen 1241 und 1246)